# Josef Horak
Josef Horak (* 2. Jänner 1898 in Wien; † 8. Dezember 1978 ebenda) war ein österreichischer Politiker (SPÖ) und Gewerkschaftssekretär. Er war von 1954 bis 1956 Landesrat in der Salzburger Landesregierung.

## Ausbildung und Beruf
Horak besuchte zwischen 1904 und 1909 die Volksschule in Wien und absolvierte danach von 1909 bis 1916 ein Humanistisches Gymnasium in Wien beziehungsweise in Wiener Neustadt. Danach arbeitete er von 1916 bis 1918 als Zivilkanzleikraft im k.k. Monturdepot in Kaiserebersdorf und war im Anschluss bis 1919 als Registrator in einer Petroleumfirma in Wien beschäftigt. Nachdem er als Hilfsarbeiter bei einem Pflasterunternehmen sowie als Aushilfsdiener bei der Post in Wien tätig gewesen war, übersiedelte er 1919 nach Salzburg, wo er zunächst als Geschäftsdiener in einer Buchhandlung und danach von 1919 bis 1921 als Bürokraft arbeitete. Schließlich wurde er Buchhalter der Allgemeinen Konsumgenossenschaft, für die er von 1921 bis 1927 tätig war. Danach arbeitete er von 1927 bis 1934 als Sekretär des Zentralvereines kaufmännischer Angestellter, wurde jedoch infolge des Österreichischen Bürgerkriegs im Februar 1934 entlassen. Bereits im Mai 1934 erfolgte seine Wiedereinstellung in den Dienst der Salzburger Arbeiterkammer, woraufhin er von 1934 bis 1938 als Sekretär für die Arbeiter im Gast- und Schankgewerbe sowie für das Lebens- und Genussmittelgewerbe beschäftigt wurde. Nach der Machtübernahme der Nationalsozialisten erfolgte 1938 seine neuerliche Entlassung, wodurch er bis 1945 als Buchhalter und Verlagsleiter einer Verlagsgesellschaft tätig war. Daneben musste er von 1943 bis 1945 seinen Militärdienst im Zweiten Weltkrieg ableisten. Nach der Rückkehr aus dem Krieg war Horak von 1946 bis 1954 Landessekretär des ÖGB Salzburg beschäftigt, danach war er von 1956 bis 1966 Vorsitzender der Landesexekutive Salzburg des Österreichischen Gewerkschaftsbundes. Horak krönte seine berufliche Laufbahn 1956 mit seiner Bestellung zum Präsidenten der Salzburger Arbeiterkammer, als der er bis 1966 tätig war.

## Politik und Funktionen
Horak trat 1919 der Sozialdemokratischen Partei bei und wurde 1921 Mitglied der Freien Gewerkschaft. Er engagierte sich ab 1924 als stellvertretender Obmann und ab 1926 als Obmann des Zentral Vereines kaufmännischer Angestellter. Zudem war er ab 1926 als Kammerrat der Salzburger Arbeiterkammer aktiv und wurde 1927 in den Vorstand der Versicherungskasse der Angestellten bestellt. Nach dem Zweiten Weltkrieg war er von 1946 bis 1956 Mitglied des Vorstandes der Arbeiterkammer Salzburg und von 1948 bis 1963 Obmann der Salzburger Gebietskrankenkasse. Zudem war er von 1956 bis 1966 innerparteilich als Mitglied des Landesparteivorstandes der SPÖ Salzburg aktiv und vom 11. Dezember 1954 bis zum 31. Jänner 1956 als Landesrat Mitglied der Salzburger Landesregierung. Horak war des Weiteren von 1956 bis 1965 Präsident der ASKÖ Salzburg. 1958 Großes Silbernes Ehrenzeichen für Verdienste um die Republik Osterreich, 1963 Wappenring der Stadt Salzburg, 1967 Großes Ehrenzeichen des Landes Salzburg.

## Auszeichnungen
- Großes Silbernes Ehrenzeichen für Verdienste um die Republik Österreich (1958)
- Wappenring der Stadt Salzburg (1963)
- Großes Ehrenzeichen des Landes Salzburg (1967)